# Jeffrey Weeks

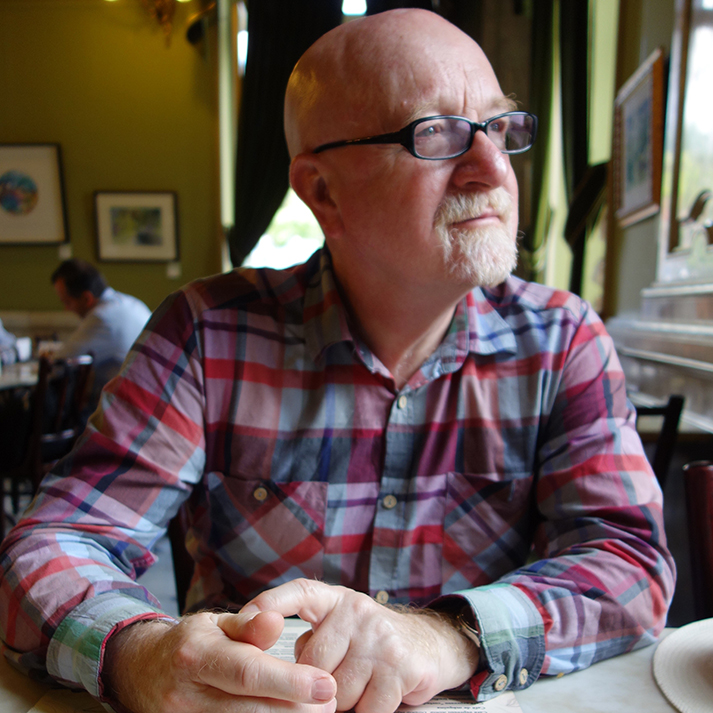
Jeffrey Weeks

Jeffrey Weeks (n. 1945, em Rhondda, Gales) é um historiador e sociólogo que se especializou em sexualidade, e é também um activista gay. É autor de vários livros, incluindo Sexuality and its Discontents, (Routledge, 1985), Sex, Politics and Society (Longman, 1989) e Coming Out (Quartet, 1977). É, desde 1 de Agosto de 2003, reitor executivo do Departamento de Artes e Ciências Sociais da London South Bank University. É também Director do SPUR (Social Policy and Urban Regeneration Research Institute, "Instituto de Política Social e Regeneração Urbana") desde 2005.
Jeffrey Weeks é um dos investigadores do período inicial de estudos gay da Grã-Bretanha, na sequência da sua militância na GLF (Gay Liberation Front, "Frente de Libertação Gay") a que tinha aderido em 1970, e do Gay Left Collective ("Movimento Gay de Esquerda") de que foi fundador.
Pertenceu ao quadro editorial de várias revistas, nomeadamente o History Workshop Journal, o Journal of the History of Sexuality, o Journal of Homosexuality, e o Victorian Studies.

## Publicações
- Socialism and the New Life (com Sheila Rowbotham), Pluto Press, 1977
- Coming Out: Homosexual Politics in Britain from the Nineteenth Century to the Present, Quartet Books 1977; 2ª edição revista, 1990
- Sex, Politics and Society. The Regulation of Sexuality since 1800, Longman 1981; 2ª edição, 1989
- Sexuality and its Discontents: Meanings, Myths and Modern Sexualities, Routledge and Kegan Paul, 1985.
- Sexuality, Ellis Horwood/Tavistock, 1986, 2ª edição revista, Routledge 2003
- Between the Acts. Lives of Homosexual Men 1885-1967 (com Kevin Porter), Routledge, 1990; 2ª edição, Rivers Oram Press, 1998
- Against Nature: Essays on History, Sexuality and Identity, Rivers Oram Press, 1991
- Invented Moralities. Sexual Values in an Age of Uncertainty, UK: Polity Press, USA: Columbia University Press, 1995
- Making Sexual History, Polity Press, 2000, pp x + 256, ISBN 0-7456-2114-7 (capa dura), 0 7456 2115 5 (bolso)
- Same Sex Intimacies: Families of Choice and other Life Experiments (com Brian Heaphy e Catherine Donovan), Routledge, 2001, pp ix + 245, ISBN 0-415-25476-0 (capa dura), 0 415 25477 9 (bolso)
- Sexuality, Revised second edition, pp xii + 164, Routledge 2003, ISBN 0-415-28285-3 (capa dura), 28286 1 (bolso)